# Грб Фоче
Грб Фоче је званични симбол српске општине Фоча. Грб је званично усвојен 13. јуна 2005. године.

## Опис грба
Грб Фоче приказује у плавом штиту на бијелом диску златна розета која се састоје од цвијета са осам латица унутар двоструког круга којег чини по 24 квадрата (као мозаик). У дну су двије бијеле валовите пруге. Заглавље је одвојено бијелом линијом, која се у средини наставља окомито према диску (за шта се каже да представља мост). У свијело плавом пољу стилизовано се уздиже бијели лик планине Маглић.
Застава коју општина користи је бијела са свијетлоплавим рубом и грбом у средини.